# 贡恰雷农村居民点
贡恰雷农村居民点（俄语：Гончаровское сельское поселение）是俄罗斯联邦伏尔加格勒州帕拉索夫卡区所属的一个农村居民点。其下辖有7个居民点，行政中心为佐洛塔里。据2016年统计，该农村居民点的人口为1745人。